# Günter Dollhopf
Günter Dollhopf (* 25. Mai 1937 in Nürnberg; † 28. April 2018 in Amberg) war ein deutscher Maler, Grafiker und Hochschullehrer.

## Werdegang
Günter Dollhopf war das erste Kind von Herta und Max Dollhopf. Er besuchte das Progymnasium in Oettingen und das Neue Gymnasium Nürnberg. Von 1957 bis 1958 studierte er Germanistik und Philosophie an der Ludwig-Maximilians-Universität München, von 1958 bis 1961 an der Akademie der Bildenden Künste Nürnberg bei Fritz Griebel und von 1961 bis 1964 an der Akademie der bildenden Künste München, wo er Meisterschüler in der Klasse von Hermann Kaspar war. Seit 1963 hatte er seinen Hauptwohnsitz in Amberg, wo er mit Erika Schönfelder eine Familie gründete und begann, einen alten Stall zum später erweiterten Atelier auszubauen. Kinder des Ehepaares sind Gerd Dollhopf (* 1963) und Andreas Dollhopf (* 1966).
Günter Dollhopf beschäftigte sich mit den Drucktechniken der Kaltnadel- und Aquatinta-Technik, der Lithographie und des Prägedrucks, sowie mit vielerlei experimentellen Drucktechniken und deren Kombination. Er malte in Aquarell-, Tempera- und Ölmalerei und grenzte auch seine Zeichnungen nicht nach der Technik ab. Die vielfältigen künstlerischen Techniken verband Günter Dollhopf zu eigenen Schöpfungen und Erfindungen der „Faltungen“, „Hackstücke“ und „Malplastiken“. Als Stilrichtung ist am ehesten der Surrealismus bezeichnend, doch erschuf Günter Dollhopf ein ganzes Kunstuniversum, welches von seinen „Dollhopf-Wesen“ bevölkert ist und somit eine individuelle Eigenart begründet.
Ab 1964 arbeitete er als Kunsterzieher, zunächst in München, dann in Sulzbach-Rosenberg und Amberg. 1971 erhielt er einen Lehrauftrag an der Akademie der Bildenden Künste Nürnberg. 1973 wurde er dorthin als Professor berufen, wo er bis 1997 lehrte und angehende Kunstlehrer ausbildete.
Seine Werke waren in mehreren Gruppen- und Einzelausstellungen im In- und Ausland zu sehen, u. a. 1978 und 1992 im Kunstverein Ingolstadt.

## Werkphasen
- 1963–1969: Präfigurationen
- 1970–1975: Bodybilder
- 1975–1977: Krankheitsbilder
- 1978–1987: Rücken- und Fensterbilder
- 1982–2014: Prägedrucke
- 1987–1998: Hackstücke und Faltungen
- 1987–2014: Malplastiken
- 2001–2017: Digitaldrucke und deren Überarbeitungen
- 1998–2017: Utopia-Realita

## Auszeichnungen (Auswahl)
- 1981: Studienstiftung des Deutschen Volkes
- 1971: Förderpreis des Freistaates Bayern
- 1971: Ausstellungsstipendium des Kulturkreises im Bund der Deutschen Industrie
- 1973: Berufung zum Professor an der Akademie d.B.K., Nbg. (bis 1996)
- 1974: Stipendium des British Council, London
- 1979: Kulturpreis Ostbayern
- 1981: Kulturpreis der Stadt Amberg
- 1991: Grand Prix der Internationalen Grafik-Triennale, Krakau
- 1994: Bundesverdienstkreuz 1. Klasse
- 1997: Medaille der Commune Sante Croce sull’ Arno, Pisa
- 2006: Kulturpreis des Kulturforums Franken
- 2009: Nordgaupreis des Oberpfälzer Kulturbundes in der Kategorie Bildende Kunst